# Oberköblitz

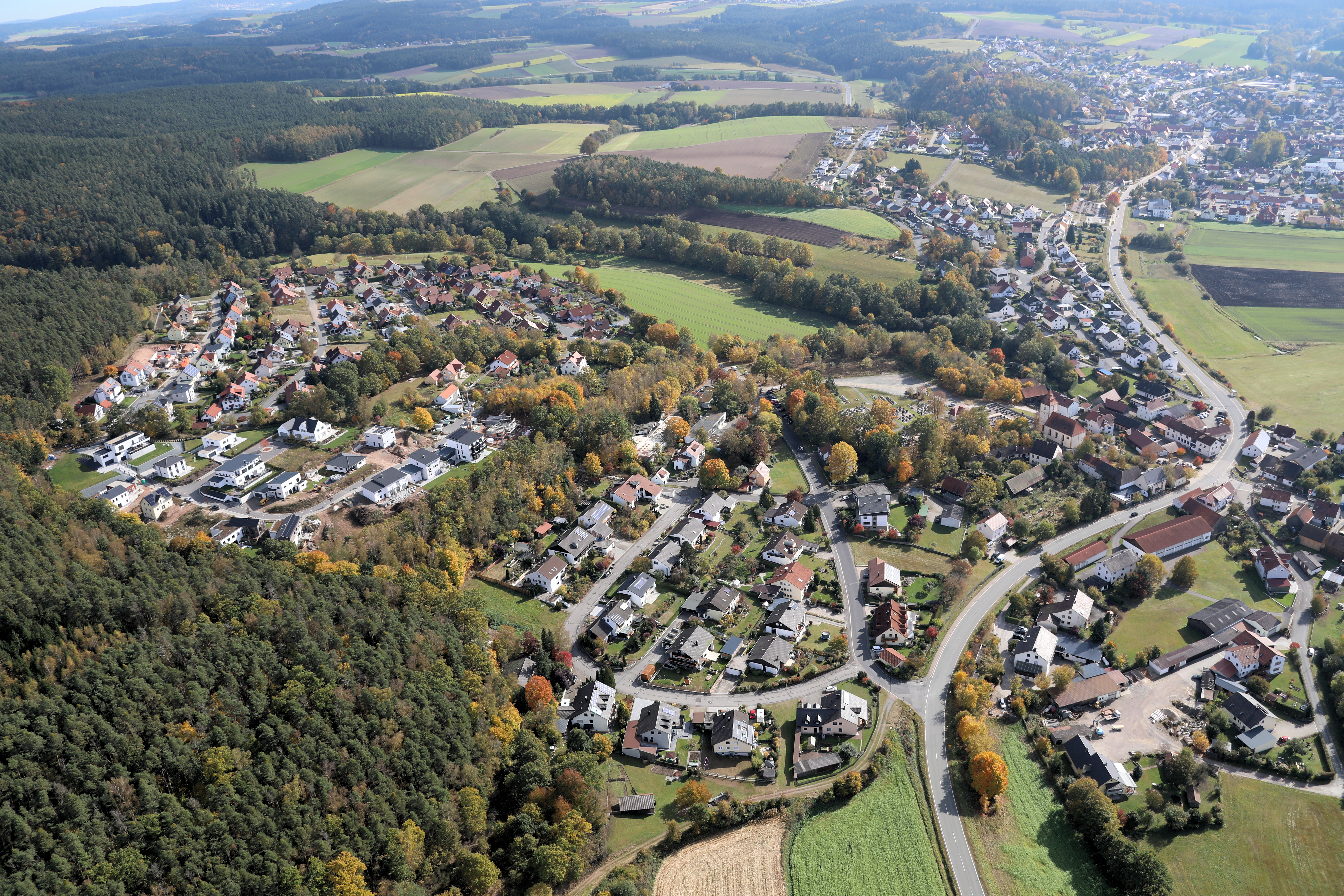
Oberköblitz (2021)

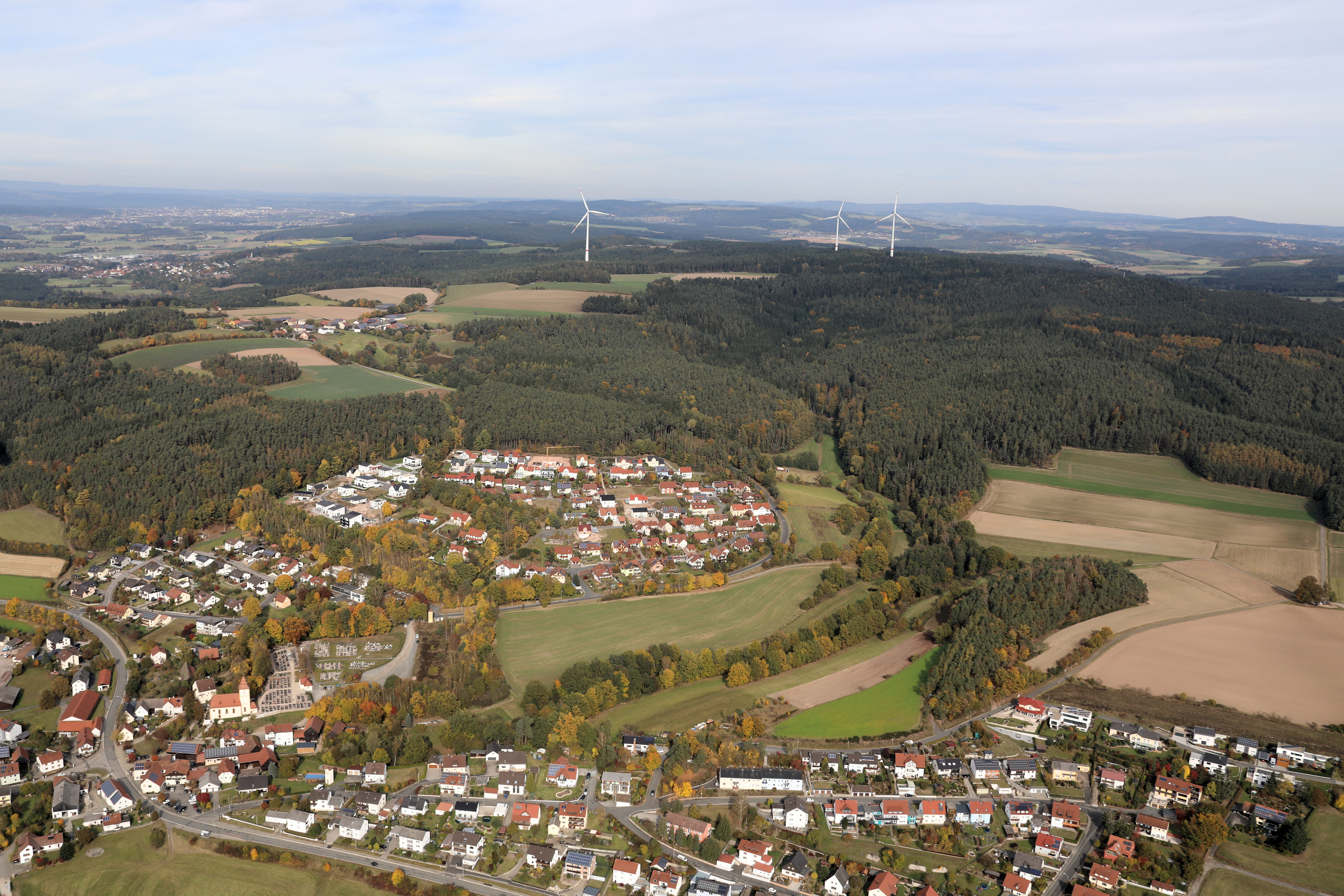
Oberköblitz (2021)

Oberköblitz ist ein Ortsteil der oberpfälzischen Marktgemeinde Wernberg-Köblitz im Landkreis Schwandorf des Regierungsbezirks Oberpfalz im Freistaat Bayern.

## Geographie
Der nordostbayerische Ort Oberköblitz liegt etwa vier Kilometer nördlich vom Autobahnkreuz Oberpfälzer Wald und knapp 1 km nördlich der Burg Wernberg. Der Gemeindeteil bildet gemeinsam mit Wernberg und 24 weiteren Gemeindeteilen den Markt Wernberg-Köblitz.

## Etymologie
Der Name Köblitz zeigt eindeutig auf slawische Wurzeln. Die im Slavischen bzw. im Tschechischen vorkommende Bedeutung „großer Hammer“ ist aufgrund des deutlich nach der Erstsiedlung gegründeten Hammerwerkes auszuschließen. Damit verbleibt nach Schuster-Šewc Kobla ‚Stute‘, dialektisch und älter auch kobola. Ableitung: koblarnja, ‚Gestüt‘. Diese Namenswurzel findet sich auch in Ortsnamen wie Koblicy=Coblenz, Kreis Bautzen (1222 Cobuliz, 1245 Kobliz); Koblica = „Köblitz, Kreis Löbau“.
Ines Häusler leitet den Namen Köblitz ebenfalls vom slavischen Namen Kobylica zu kobyla „Stute, Gestüt“ ab, schließt aber einen slavischen Personennamen Kobyla nicht aus.
Zu berücksichtigen ist auch das niederösterreichische Kiblitz, ein Dorf der Gemeinde Ziersdorf, GB Ravelsbach, das 1129/37 in einer Kopie des 12. Jahrhunderts unter dem Namen „Chubilizi dictur in orientali plaga situm“ erscheint. Nach den dortigen Etymologen ist dort vermutlich ebenfalls von einem slawischen Ortsnamen *Kobylica zu slawisch *kobyla „Stute“ auszugehen.
Namen mit dem Bezug auf Tiere sind im Gebiet nicht selten, wie z. B. die östlich von Köblitz liegenden Orte wie Roßtränk oder Eslarn belegen. Vorstellbar wäre also im frühen Köblitz ein Gestüt oder eine Pferdewechselstation, kurz nach dem Naabübergang und vor dem Anstieg über den Feistelberg weiter nach Norden oder hinauf auf die Höhen des Oberpfälzer Waldes nach Osten.
Die Siedlungsbezeichnungen "Oberköblitz" und "Unterköblitz" waren eindeutig Lagebezeichnungen, wie noch Anfang des 18. Jahrhunderts aus den Kirchenrechnungen der Pfarrei St. Emmeram eindeutig hervorgeht. Die Namenszusätze "ober" und "unter" sind dort jeweils als Präposition klein geschrieben. Der Ort wurde 1277 mit "Cunradus de Kobilz" erstmals urkundlich erwähnt, taucht 1279 als "chobolst" auf, wurde 1280 zu "Cho(e)blicz, und war 1318 Chobilcz. Die Unterscheidung in "Nidern Kolbicz" und "obern Köblicz" findet sich erstmals 1351 in einer Kopie des 17. Jahrhunderts. Die Bezeichnung Mitterköblitz bürgerte sich nach dem Zweiten Weltkrieg mit der Besiedelung des Auengeländes am Rande von Wernberg, zwischen Ober- und Unterköblitz ein. Der Kartograph Christoph Vogl (1554–1608) unterschied bei der Landaufnahme im Landrichteramt Parkstein noch zwischen den Ortsbezeichnungen "Kebliz oder Althamer" (für Diebrunn) und "Kirchen Kebliz" für Oberköblitz.

## Geschichte und Entwicklung

### Slawische Wurzeln
Archäologische Funde belegen eine frühe Siedlungskontinuität im Raum Pfreimd/Iffelsdorf - Wernberg/Köblitz - Luhe seit der Zeit vor Christus. In diesem Zusammenhang dürften auch die Hallstattzeitlichen Funde aus dem Jahr 1975 in Oberköblitz zu sehen sein. Es ist zu vermuten, dass den Raum von Süden kommend, eine Altstraße entlang der Naab, die sog. „Bernsteinstraße“ durchquerte. Seit dem Ende des 6./Anfang des 7. Jahrhunderts sickerten wohl über die Passwege nach Böhmen Slawen bis in die landschaftlich fruchtbareren, siedlungsgünstigeren Gebiete der Naab ein. Im näheren Umfeld kommt dafür ein wichtiger Transitweg aus dem böhmischen Becken, die Waidhaus-Eslarner Pforte infrage. Im bayerischen Vordringen von Süden und dem parallelen Vordringen von Westen, wurde zu Beginn des 10. Jahrhunderts das Gebiet Pfreimd-Luhe erreicht. Eine wichtige Urkunde stellt dabei um 905 die Urkunde dar. König Ludwig das Kind verschenkte eine Hufe an der Luhe, auf der ehemals der Slave Gruonkin besaß. Lange Zeit muss von einer Zweisprachigkeit des Gebietes ausgegangen werden. Für die Lage der Siedlung Köblitz war sicher die Lage an der Furt über die Naab auf der Route vom Amberg-Sulzbacher Raum weiter nach Böhmen und deren Kreuzung mit der uralten Naabtalstraße entscheidend. Wie die Urkunde aus dem Jahr 905 zeigt, war das Gebiet Teil eines ursprünglich königlichen Forstbezirkes, der sich im Ausdruck „Luher Forst“ im Begriff noch erhalten hat. Später gehörte das Gebiet zum Einflussbereich der Landgrafen von Leuchtenberg.

### Frühe Geschichte
Bei der Erstnennung von Köblitz im Jahr 1277 ging es um einen Vergleich zwischen dem Kloster Waldsassen und Gottfried von Mitterteich in Gegenwart des Landgrafen Friedrich II. von Leuchtenberg. Der unter den Zeugen auftretende Konrad von Köblitz dürfte als ein leuchtenbergischer Lehensmann anzusehen sein. Aus einer weiteren Urkunde von 1279 lassen sich Rückschlüsse auf die damalige Ortsgröße schließen. Es waren vier Höfe und eine Mühle, die die Landgrafen in Köblitz bisher an Ulrich von Pfreimd zu Lehen gegeben hatten. Diese kamen nun ans Kloster Waldsassen.
In Oberköblitz bestand vom 14. bis zum 16. Jahrhundert ein Eisenhammer, der vom Wasser der Naab betrieben wurde. Der Hammer war 1387 Mitglied der Oberpfälzer Hammereinigung. In der Bayerischen Uraufnahme finden sich noch die Flurbezeichnungen Hammertrath und Hammertratwiesen, die auf einen Drahthammer hinweisen.
Für die frühe Verkehrsführung für die Strecke von Amberg über Hirschau nach Böhmen über den Kirchort Köblitz und die dortige Kreuzung mit der von Regensburg kommenden Magdeburger Straße spricht, dass sich 1351 trotz der geringen Ortsgröße bereits 2 Herbergen in Oberköblitz nachweisen lassen. Sichtbare Zeichen der Altstraßen-Trassenführungen sind der tief ausgefahrene Hohlweg zwischen Kirche und Pfarrweg, den steilen/feisten Berg hinauf über Feistelberg über Luhe weiter nach Norden und die uralten Streckenmarkierungen „Rote Marter“ (an der Kreuzung des Weges von Burg Wernberg zur Burg Leuchtenberg) sowie die Feldkapelle bei Alletshof (dort traf der Weg auf die Strecke von Luhe nach Böhmen).

### Ortsentwicklung
Die Größe der Ortschaft war lange Zeit überschaubar. Im Wesentlichen handelte es sich bei Köblitz um eine Streusiedlung, die von Diebrunn bis Unterköblitz reichte. 1406 wurde Oberköblitz mit der Ausprägung einer vollständigen Herrschaft durch die Hochgerichtsverleihung an Heinrich Nothaft der Herrschaft Wernberg zugeordnet. 1470 wurden bei der Teilung der Herrschaft Wernberg in Ober- bzw. Kirchenköblitz neun Anwesen genannt.
Um 1530, der Zeit des Übergangs der Herrschaft Wernberg an die Landgrafen von Leuchtenberg, gehörten zum eigentlichen Herrschaftsbereich der Leuchtenberger nur noch 5 Haushaltungen in Oberköblitz während im Häuserbuch Wernberg-Köblitz für den gleichen Zeitraum und Ort 17 Anwesen zuzüglich Kirche und Pfarrhof verzeichnet waren.
Nach dem Kauf der Herrschaft Wernberg und der Neubelehnung durch den König beantragte Landgraf Georg im Jahr 1634 einen Brückenzoll zu Oberköblitz um vom Durchgangsverkehr zu profitieren. Dieser Zoll konnte sich jedoch nicht durchsetzen, entweder weil er nicht bewilligt wurde, oder weil die Reisenden auf die Furt zwischen Unterköblitz und Schütthütten auswichen.
Die Gegenreformation in der Landgrafschaft Leuchtenberg brachte für Oberköblitz eine einfache Pfarrschule, die sich erstmals 1603 mit dem Schulmeister Ludovico Schlachio nachweisen lässt. Diese Schule, in der auch die in die Pfarrei gehörigen Wernberger Kinder unterrichtet wurden, lässt sich bis zum Beginn des Dreißigjährigen Krieges Jahr 1625 nachweisen. Traditionell war die Funktion des Schulmeisters mit dem Mesneramt verbunden. Mit den Drangsalen des Dreißigjährigen Krieges scheint der Betrieb eingestellt worden zu sein. Mehr als ein halbes Jahrhundert lang dürfte es dann keinen Schulbetrieb mehr in Oberköblitz gegeben zu haben. Erst ab 1710 kam es mit dem neu in Köblitz installierten Pfarrer Franz Rurecht und dem Pfarr-Schulmeister/Mesner Christoph Raith wieder zur Aufnahme des nun jedoch geregelten Schulbetriebes. Nachdem es damals noch keine Schulbesuchspflicht gab, hing der Schulbesuch noch ganz vom Eifer der Eltern und vom Willen der Kinder ab. Deswegen wurde bis zur Neuorganisation des Schulwesens unter Montgelas Anfang des 19. Jahrhunderts den lernwilligen Kindern jeweils nur zur Winterszeit Unterricht im Lesen und Schreiben erteilt. Mit der Einweihung der neuen Schule in Unterköblitz am 6. Januar 1975 wurde die Schule in Oberköblitz geschlossen.
Kurz vor der Auflösung des Pflegamtes Wernberg um 1800 finden sich in der Beschreibung für Oberköblitz 23 Anwesen (4 zu je 1/1, 4 zu je 1/2, 9 zu je 1/4, 2 zu je 1/16, 1 Hirtenhaus, 1 Pfarrhof-Mesnerhaus, 1 Pfarrkirche).

### Kommunalorganisation
Mit der Neuorganisation der Ämter und Gemeinden wurde am 22. Oktober 1803 ein Untertan zu Köblitz vom ehemaligen Amt Treswitz/Tännesberg dem Landgericht Nabburg zugeteilt. Die Festlegung der Steuerdistrikte brachte 1811 beim Steuerdistrikt Oberköblitz die Zusammenlegung der Dörfer Oberköblitz, Diebrunn und Feistelberg. Dazu kamen die Staatswaldungen Hammerleiten, Küherangen und Wildpretstein. In Summe hatte der Steuerdistrikt 48 Häuser und 296 Seelen, 430 Morgen Äcker, 180 Morgen Wiesen, 160 Morgen Holz, 24 Morgen öde Gründe und Wege. Der Viehbestand wurde angegeben mit 5 Pferden, 135 Ochsen, 60 Kühe, 150 Stück Jungvieh, 140 Schafe und 36 Schweine. Parallel dazu wurden Obmannschaften gebildet. 1811 umfasste die Obmannschaft Oberköblitz die amtlichen Untertanen in Oberköblitz, Diebrunn, Feistelberg, Wohlsbach, Unterköblitz, Kettnitzmühle, Schloß Wernberg und Markt Wernberg. Als dann am 23. Juni 1818 das Edikt zur Bildung der Gemeinden veröffentlicht wurde, lag am 14. Juni 1818 das erste Verzeichnis bestehender Gemeinden des Landgerichtes Nabburg vor. Darin hatte die Gemeinde Oberköblitz im Dorf Oberköblitz 29 Familien, im Dorf Diebrunn 15 Familien, im Dorf Feistelberg 12 Familien, im Dorf Unterköblitz 12 Familien und im Weiler Kettnitzmühle 12 Familien, also insgesamt eine Einwohnerschaft von 80 Familien. Das Dorf Oberköblitz hatte dabei knapp 130 Einwohner, die Gemeinde Oberköblitz ca. 300 Einwohner.
Am 26. Mai 1879 wurde auf Basis der früheren Pflichtfeuerwehren eine Freiwillige Feuerwehr Oberköblitz gegründet.

### Jüngere Entwicklung
1667 war der Ort noch mit 49 Einwohnern angegeben. 1828 war er auf 129 Einwohner gewachsen. 1885 hatte das Dorf Oberköblitz noch 140, im Jahr 1952 waren es 263, im Jahr 1964 457 und im Jahr 1983 dann 693 Einwohner.
Die 1937/38 errichtete Glasfabrik Sigla (Sicherheitsglas GmbH) in Unterköblitz wurde nach dem 2. Weltkrieg Anlaufpunkt für Beschäftigung suchende Heimatvertriebene. Ganze Siedlungen entstanden in kürzester Zeit neu. Für Oberköblitz sind als Beispiele zu nennen ab 1958 Postleiten, ab 1964 Mitterköblitz, ab 1977 Feistelberger Steig, ab 1987 Kreuzäcker, ab 2004 Bergäcker.
In der Zeit zwischen 1968 und dem 31. Dezember 1974 führte die Gemeinde Oberköblitz ein eigenes Wappen.
Mit der Gebietsreform wurde 1972 die Gemeinde Neunaigen in die Gemeinde Oberköblitz integriert. 1974 ging die Gemeinde Oberköblitz im neuen Markt Wernberg-Köblitz auf. Vor der Zusammenführung wies die Gemeinde Oberköblitz 1972 1,828 Einwohner aus. Die bisherigen Gemeinden Markt Wernberg und Oberköblitz wurden zum 31. Dezember 1973 aufgelöst.

### Kirchliche Verhältnisse
Die beiden Patrozinien St. Emmeram und Johann Baptist sprechen für den Einfluss des Regensburger Klosters St. Emmeram und möglicherweise für eine frühe Taufkirche. Nach den Recherchen des Luher Pfarrers im April 1617 gehörte Köblitz in frühester Zeit zur Ur-Pfarrei Luhe. Nachdem das Kloster Waldsassen seit 1280 Rechte auf die Pfarrei Luhe erworben hatte, die Pfarrei Luhe Rechte auf den Raum Köblitz-Wernberg geltend machte, das Kloster Waldsassen stark von den nothaftischen Verkäufen im Egerland profitierte und zeitgleich die Nothaft die Burg Wernberg spätestens ab 1284 im späteren Pfarrsprengel Köblitz erworben hatten, liegt nahe, dass durch die neuen Burgherren von Anfang an auf die Bildung einer Pfarrei Köblitz wert gelegt wurde. Erstmals wurde die Pfarrei Köblitz im Verzeichnis von 1286 genannt. Die nothaftische Burgkapelle auf der Burg Wernberg war nachweislich durch die Pfarrei Köblitz zu versorgen.
Es ist wahrscheinlich, dass Heinrich Nothaft zur Zeit der Hussitenkriege in den 1420er Jahren nicht nur die Kirchhöfe seiner Hintersassen im Cham-Rundinger Herrschaftsgebiet, sondern auch in Köblitz nahe seiner Stammburg Wernberg befestigen ließ. Nachdem das Präsentionsrecht für die Pfarreibesetzung nachweislich zwischen 1508 und 1530 bei der Familie Wispeck lag, dürfte dieses von der Familie Nothaft an die Wispeck gekommen sein. Über die Leuchtenberger Landgrafen ging dieses nach deren Aussterben an die Wittelsbacher und letztlich an den Bayerischen Staat.
In der Zeit von 1650 bis 1662, möglicherweise auch schon in der Zeit des Dreißigjährigen Krieges wurde die Pfarrei Köblitz von Glaubendorf aus versehen. 1693–1726 wurde ihr als Filiale die Pfarrei Glaubendorf zugewiesen, bis dort 1726 ein eigener Expositus eingesetzt wurde. 1940 kam Kettnitzmühle von Kemnath bzw. Neunaigen nach Oberköblitz. 1956 wurde Damelsdorf von der Pfarrei Nabburg nach Oberköblitz umgepfarrt.
Die St. Emmeramskirche in Oberköblitz wurde zweimal erweitert. Der älteste Teil der Kirche, der mittlere Teil des Langhauses, dürfte bis in die Zeit der Pfarreigründung zurückgehen. Die Kirche wurde zweimal erweitert. Die erste Erweiterung nach Westen um „drei Pfeiler“ (rund 6–8 Meter) erfolgte in den Jahren 1597–1600 und ist verbunden mit der Gegenreformation Landgraf Georg Ludwigs von Leuchtenberg. Diesem Anbau schloss sich im Jahr 1600 die Friedhofserweiterung und im Jahr 1603 der Pfarrhofneubau an. Die zweite Erweiterung erfolgte im Jahr 1750 nach Osten, nachdem der Turm im Jahr 1749 baufällig geworden war. Die Kirche wurde dabei östlich um knapp fünf Meter verlängert und der Turm um vier Meter erhöht. Das auffällige Turmdach wurde vom Wernberger Zimmermeister Schaller errichtet. Die Barockisierung der Kirche erfolgte im 18. Jahrhundert.
Der heute noch bestehende historisch wirkende Steinbrücke zwischen Kirche und Pfarrhof bestand noch 1731 aus Holz und wurde in diesem Jahr mit 4 Baumstämmen und einem Geländer erneuert.
Mit dem Bau der neuen Josefskirche wurde zwischen 1964 und 1966 der Pfarrsitz von Oberköblitz nach Unterköblitz verlegt.
Drei Jahre später zog in den leerstehenden Pfarrhof Oberköblitz der 1925 in Weiden geborene Bildhauer Leo Bäumler († 2008) ein. Beispiele seiner Arbeit finden sich in den Kirchen St. Josef in Unterköblitz und St. Emmeram in Oberköblitz. Der Bildhauer war überregional bekannt. Spuren seines Wirkens in Holz, Stein und Bronze finden sich in Parkstein, Tirschenreuth, Neustadt, Pirk, Weiden, Johannisthal, aber auch international in den Niederlanden und in Österreich.

## Sehenswürdigkeiten
In Oberköblitz befindet sich ein denkmalgeschütztes Wehrkirchen-Ensemble, welches sich aus der katholischen St. Emmeramkirche aus dem 13. Jahrhundert und dem trutzigen Pfarrhof zusammensetzt.

## Bilder

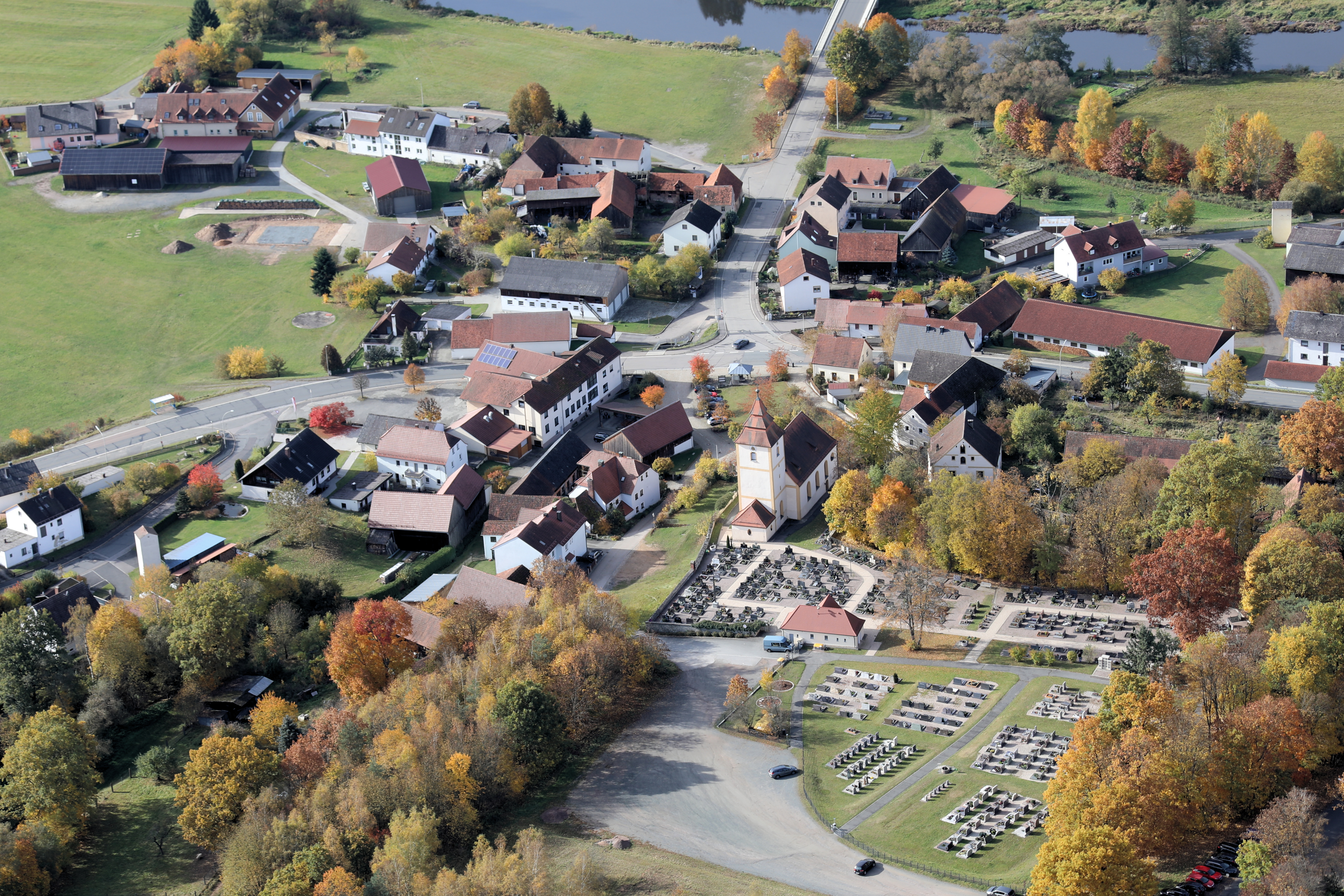
St. Emmeram (2023)
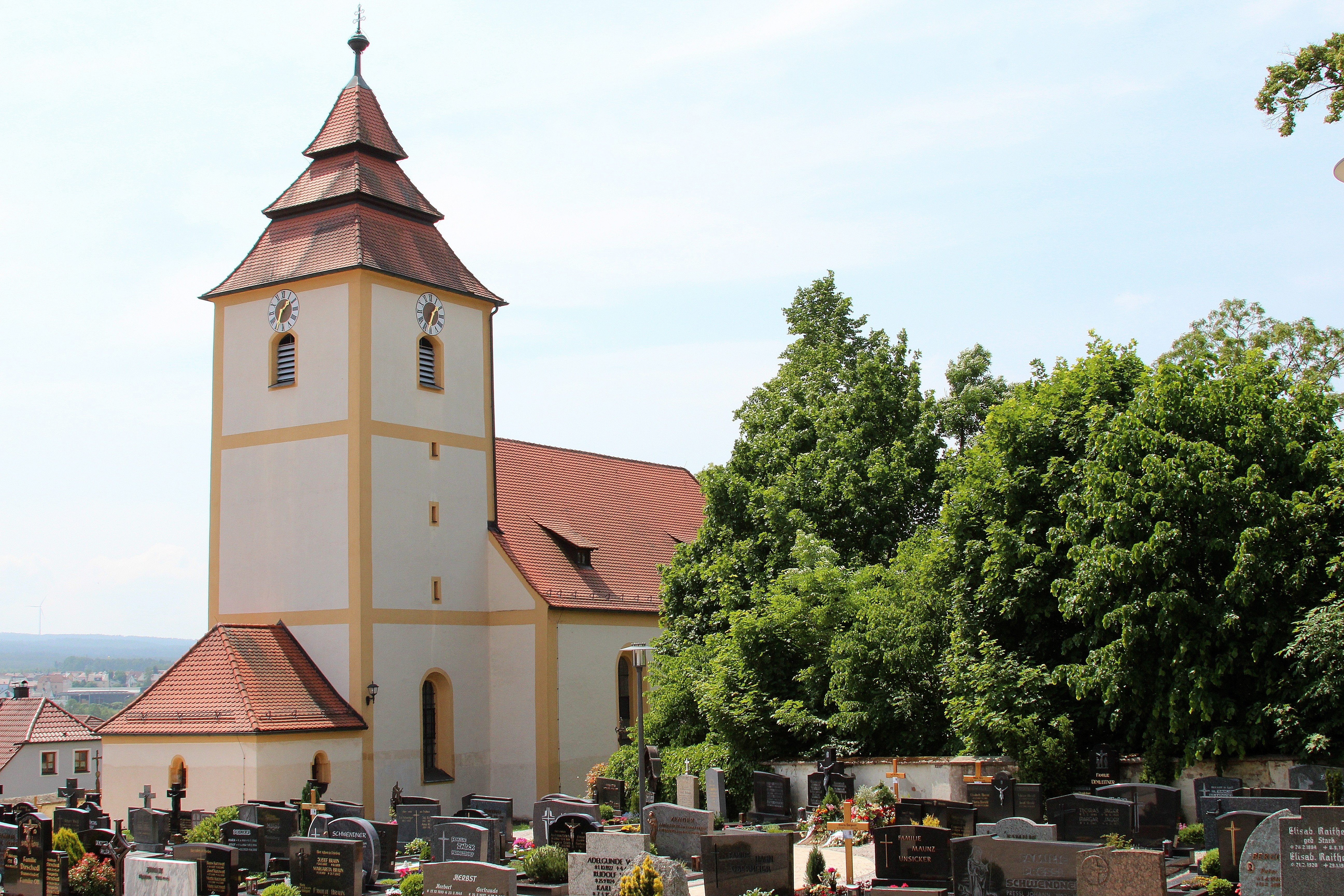
St. Emmeram (2016)
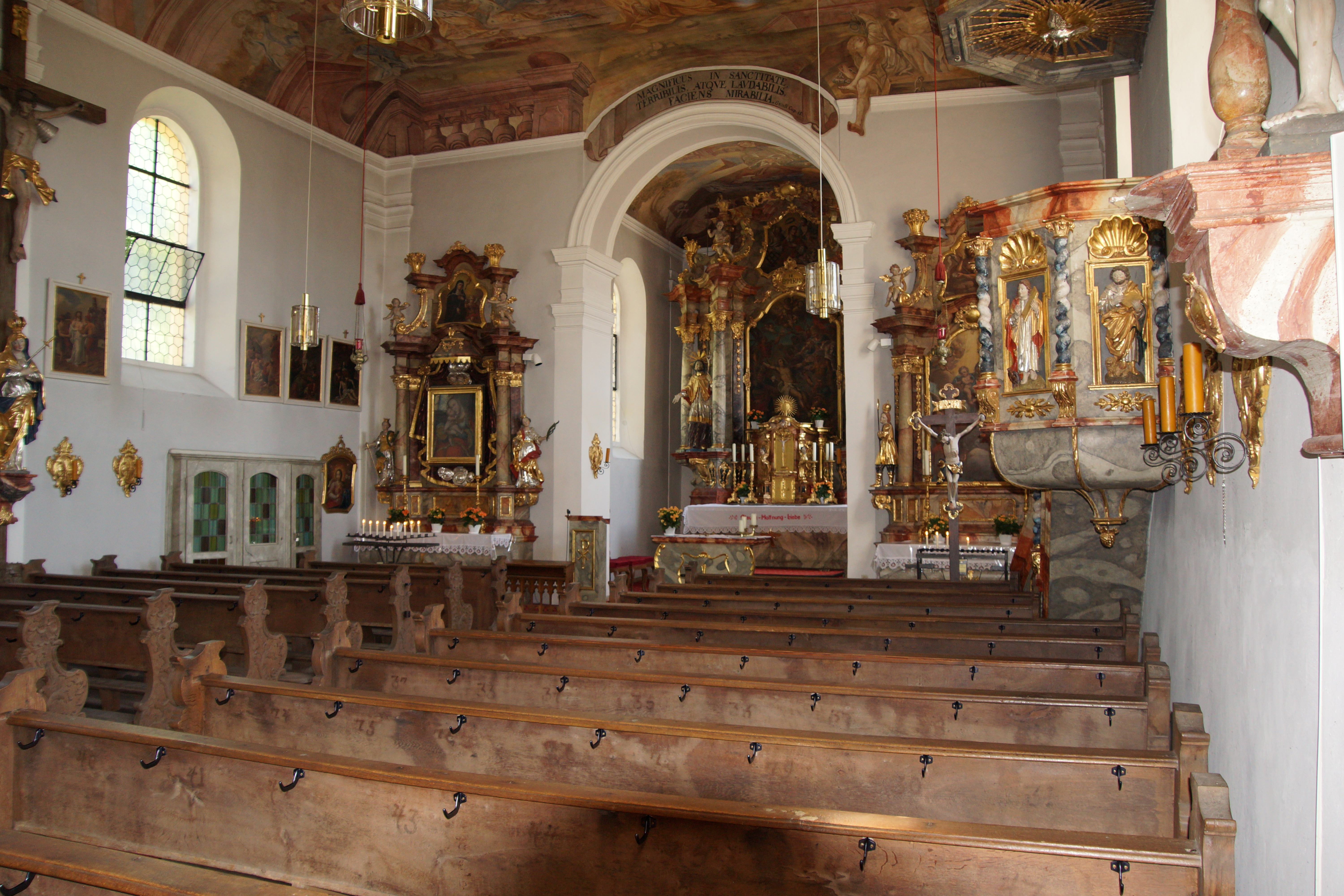
St. Emmeram (2017)
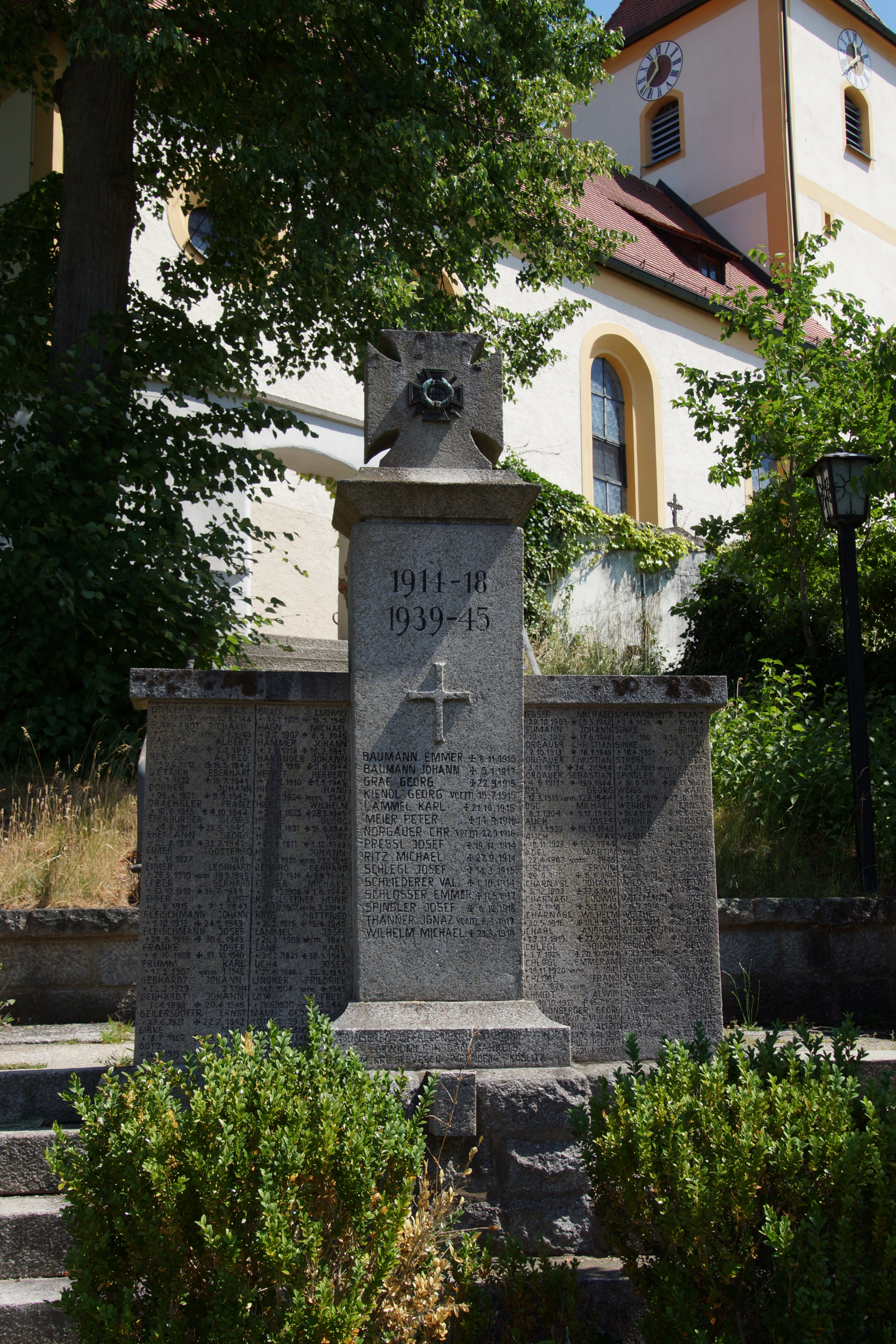
Mahnmal für die Gefallenen Soldaten (2017)